# Kobyłocha
Kobyłocha (deutsch Kobbelhals) ist ein kleines Dorf in der polnischen Woiwodschaft Ermland-Masuren und gehört zur Gmina Szczytno (Landgemeinde Ortelsburg) im Powiat Szczycieński (Kreis Ortelsburg).

## Geographische Lage
Kobyłocha liegt am Südostufer der Großen Schobensees (polnisch Jezioro Sasek Wielki) in der südlichen Mitte der Woiwodschaft Ermland-Masuren, acht Kilometer nordwestlich der Kreisstadt Szczytno (deutsch Ortelsburg).

## Geschichte

### Ortsgeschichte
Die Entstehung des Dorfes Kobbelhals, bestehend aus mehreren kleinen Gehöften, reicht wohl bis in das Jahr 1612 zurück, als am 10. Oktober dieses Jahres Johann Sigismund „fünf Huben Landes, so bei Kobelhals gelegen am See Schoben“ an Christoph Lichtenstein verkauft. Aus dem 18. Jahrhundert stammt die Nachricht, dass die wirtschaftlichen Verhältnisse des Dorfes als „dürftig“ und die Vermögensverhältnisse als „nur sehr mittelmäßig“ bezeichnet werden. 1840 wird im Staatsforst das Recht freier Waldweide und im Schobensee das Privileg freier Fischerei genannt.
Im Jahre 1874 wurde Kobbelhals in den neu errichteten Amtsbezirk Schöndamerau (polnisch Trelkowo) eingegliedert. Er bestand bis 1945 und gehörte zum Kreis Ortelsburg im Regierungsbezirk Königsberg (ab 1905: Regierungsbezirk Allenstein) in der preußischen Provinz Ostpreußen.
Aufgrund der Bestimmungen des Versailler Vertrags stimmte die Bevölkerung im Abstimmungsgebiet Allenstein, zu dem Kobbelhals gehörte, am 11. Juli 1920 über die weitere staatliche Zugehörigkeit zu Ostpreußen (und damit zu Deutschland) oder den Anschluss an Polen ab. In Kobbelhals stimmten 87 Einwohner für den Verbleib bei Ostpreußen, auf Polen entfielen keine Stimmen.
Als 1945 das gesamte südliche Ostpreußen in Kriegsfolge an Polen überstellt wurde, war auch Kobbelhals davon betroffen. Das kleine Dorf erhielt die polnische Namensform „Kobyłocha“ und ist heute eine Ortschaft im Verbund der Landgemeinde Szczytno (Ortelsburg) im Powiat Szczycieński (Kreis Ortelsburg), bis 1998 der Woiwodschaft Olsztyn, seither der Woiwodschaft Ermland-Masuren zugehörig.

### Einwohnerzahlen
| Jahr | Anzahl |       |
| ---- | ------ | ----- |
| 1910 | 120    | [ 7 ] |
| 1933 | 130    | [ 8 ] |
| 1939 | 109    | [ 8 ] |
| 2011 | 074    | [ 1 ] |

## Kirche
Bis 1945 war Kobbelhals in die evangelische Kirche Groß Schöndamerau in der Kirchenprovinz Ostpreußen der Kirche der Altpreußischen Union sowie in die katholische Kirche Ortelsburg im damaligen Bistum Ermland eingepfarrt. Heute gehört Kobyłocha katholischerseits zu Trelkowo im Erzbistum Ermland, evangelischerseits zur Kirche Szczytno in der Diözese Masuren der Evangelisch-Augsburgischen Kirche in Polen.

## Schule
Bis 1906 besuchten die Kobbelhalser Kinder die Schule in Groß Schöndamerau. In diesem Jahr wurde in Kobbelhals ein Schulgebäude mit Lehrerwohnung errichtet. Es lag 1 Kilometer südöstlich des Dorfes.

## Verkehr
Nach Kobyłocha strömt heute besonders im Sommer ein starker Tourismusverkehr, der durch die malerische Lage des Dorfes am Großen Schobensee veranlasst ist. Über eine gut ausgebaute Nebenstraße ist das Dorf von der Landesstraße 57 (einstige deutsche Reichsstraße 128) bei Dębówko (Eichthal) aus gut zu erreichen. Eine Bahnanbindung besteht nicht.